# Jüdischer Friedhof (Heinrichs)

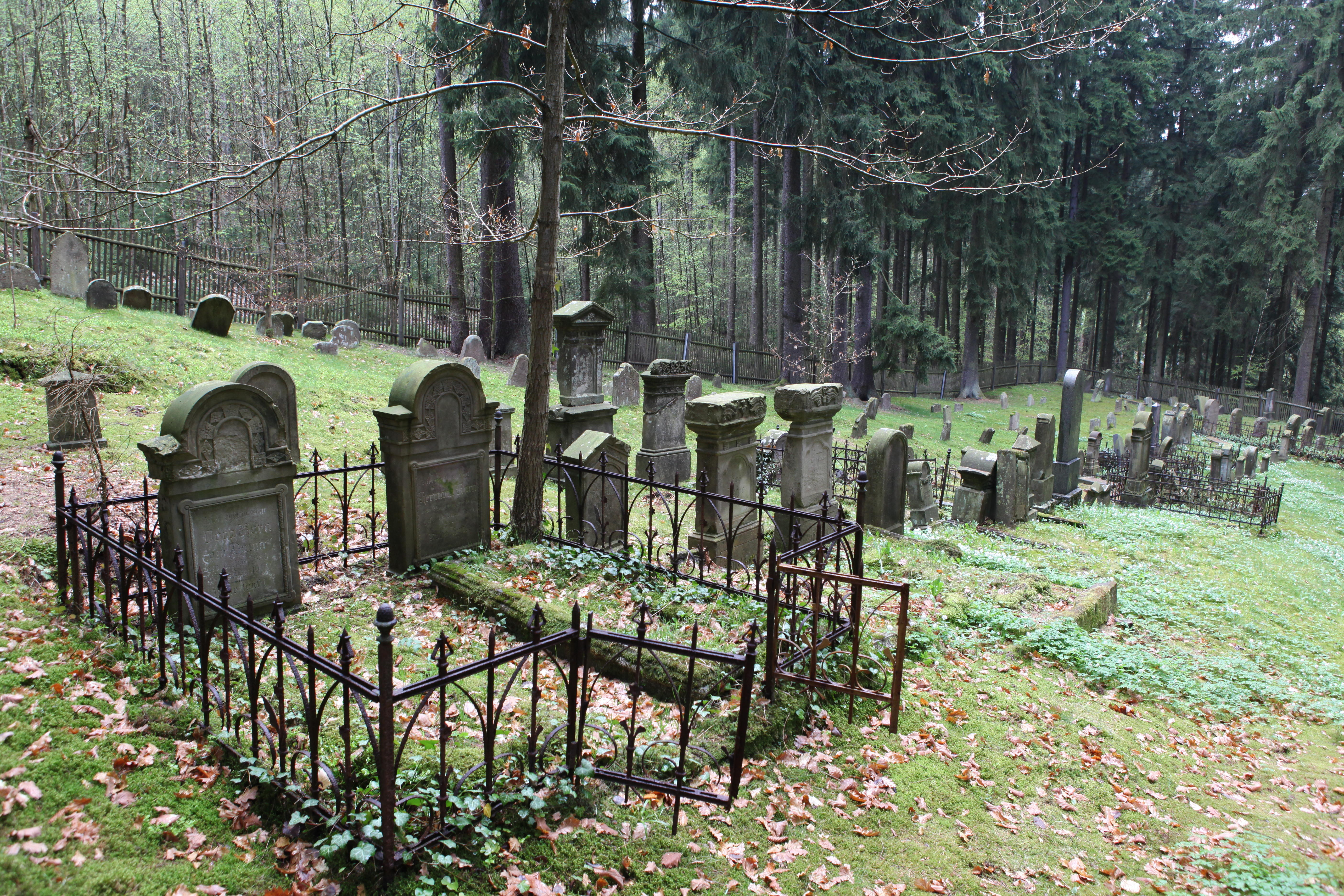
Friedhof

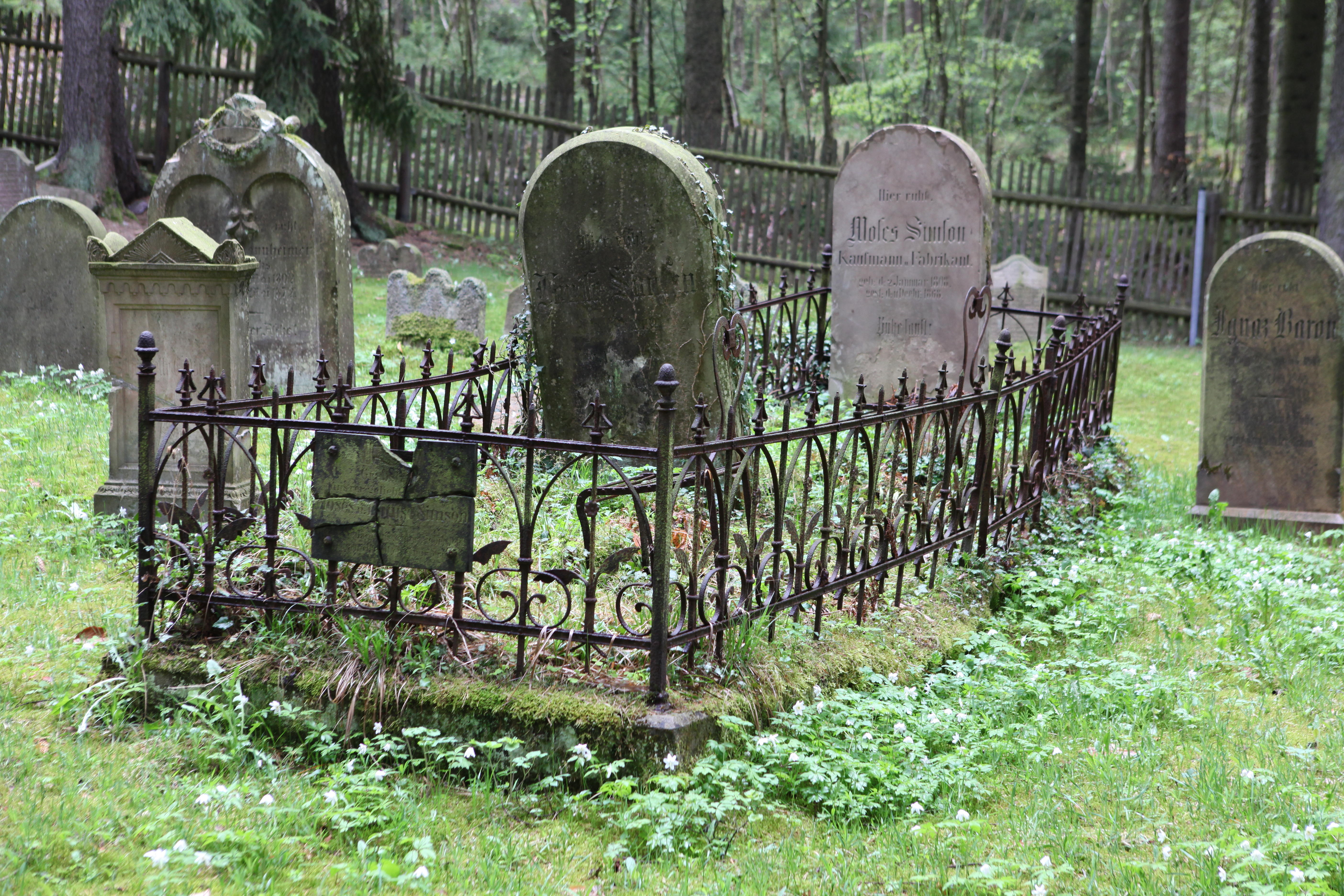
Doppelgrab der Familie Simson

Der Jüdische Friedhof Heinrichs liegt im Stadtteil Heinrichs der thüringischen Stadt Suhl.

## Geschichte
Nachdem 1708 Juden das Niederlassungsrecht in Heinrichs erhalten hatten, entstand dort eine jüdische Gemeinde. 1720 waren sieben Familien registriert. 1811 lebten 17 jüdische Familien im Ort. 1834 zählte die Gemeinde 109 Personen in 27 Familien, 1899 waren es nur noch drei jüdische Familien. Einen jüdischen Friedhof legte die Gemeinde 1720 an. Er wurde 1861 erweitert. Ab 1903 wurde nur noch der jüdische Friedhof in Suhl genutzt. Trotzdem ließ sich das Ehepaar Max und Jette Stern hier 1931 bzw. 1932 beerdigen. 1982 wurde der Friedhof unter Denkmalschutz gestellt.

## Lage und Charakterisierung
Der Friedhof liegt in einem Wald, etwa ein Kilometer südlich, rund 100 Meter oberhalb von Heinrichs, am Ende des Weges Am Schießgrund, in der Flur An der Haardt. Auf einer Fläche von 10 Ar sind noch 70 traditionelle Grabsteine (Mazewa) ohne Einfassung mit Inschriften in hebräischer Schrift auf der Ostseite und 85 jüngere Steine in verschiedenen Formen mit Einfassung und zusätzlicher deutscher Inschrift auf der Westseite vorhanden. Die Grabsteine bestehen vor allem aus Buntsandstein und Muschelkalkstein. Elf Grabsteine sind von einem schmiedeeisernen Gitter umgeben. Der Friedhof ist in zwei größere Grabfelder mit jeweils mehreren Reihen unterteilt. In einem Doppelgrab ruhen auf dem Friedhof Moses Simson und seine Frau Louise.